# Vacuna contra las paperas
La vacuna contra las paperas es la vacuna que previene las paperas o parotiditis. Cuando se administra a la mayoría de la población, disminuyen las complicaciones a nivel de la población. La efectividad cuando el 90 % de una población está vacunada se estima en el 85%. Se requieren dos dosis para la prevención a largo plazo. La dosis inicial se recomienda entre los 12 y 18 meses de edad. La segunda dosis generalmente se administra entre los dos y los seis años de edad. El uso después de la exposición en personas que aún no son inmunes puede ser útil.
Los efectos secundarios son generalmente leves. Puede causar dolor leve e hinchazón en el lugar de la inyección y fiebre leve. Los efectos secundarios más significativos son raros. La evidencia es insuficiente para vincular la vacuna con complicaciones como los efectos neurológicos. La vacuna no debe administrarse a personas que están embarazadas o que tienen un funcionamiento muy deficiente del sistema inmunológico. Sin embargo, no se han documentado malos resultados entre los hijos de madres que recibieron la vacuna durante el embarazo. A pesar de que la vacuna está desarrollada en células de pollo, generalmente es seguro administrarla a las personas con alergia al huevo.
La mayoría de los países desarrollados y muchos países del mundo en desarrollo la incluyen en sus programas de inmunización, a menudo en combinación con la vacuna contra el sarampión y la rubéola conocida como MMR. También está disponible una formulación con las tres anteriores y además la vacuna contra la varicela conocida como MMRV. Para el año 2005, 110 países proporcionaron la vacuna como parte de sus programas de inmunización. En áreas donde se lleva a cabo una vacunación generalizada, se ha producido una disminución de más del 90 % en las tasas de enfermedad. Se han administrado casi 500 millones de dosis de una variedad de la vacuna.
Una vacuna contra las paperas se autorizó por primera vez en 1948; Sin embargo, solo tuvo efectividad a corto plazo. Las vacunas mejoradas se comercializaron en la década de 1960. Mientras que la vacuna inicial fue inactivada, las preparaciones subsiguientes son virus vivos que se han debilitado. Está en la Lista de medicamentos esenciales de la Organización Mundial de la Salud, los medicamentos más efectivos y seguros que se necesitan en un sistema de salud. Hay varios tipos diferentes en uso en base al año 2007. El costo mayorista en el mundo en desarrollo de la versión que incluye el sarampión y la rubéola es de US$0,24 por dosis para el año 2014.

## Tipos

### Vacuna MMR
- La vacuna MMR (vacuna contra sarampión, paperas y rubéola) es la forma más comúnmente utilizada de la vacuna, formulada en combinación con vacunas para el sarampión y la rubéola.

### Mumpsvax
- Mumpsvax es la marca de Merck de vacunas contra la cepa Jeryl Lynn[6][7] y es el estándar de la vacuna contra las paperas en los Estados Unidos.  Las cepas Jeryl Lynn han estado en uso desde 1967, y se creía que eran una única cepa hasta 2002.

La vacuna es un componente de la vacuna MMR para tres virus de Merck. Mumpsvax se administra mediante una inyección subcutánea del virus vivo reconstituido a partir de una vacuna liofilizada.
La dosis del componente de vacuna contra las paperas en la MMR es el mismo que para Mumpsvax, "Cada 0,5 mL de dosis contiene no menos de 2000 TCID50 (Dosis Infectante de Cultivo de Tejidos 50%) del virus de las paperas." La información del producto de Merck recomienda MMR como un tratamiento de vacunación secundario con Mumpsvax.
Mumpsvax se produce a partir de la cepa Jeryl Lynn del virus de las paperas desarrollado por Maurice Hilleman. Cuando su hija Jeryl Lynn Hilleman contrajo paperas (en 1963), el Dr. Hilleman cultivó la cepa de la vacuna desde su garganta. Las cepas del virus de las paperas se desarrollaron en embriones de pollo en huevos y en cultivos de células de embriones de pollo.  Las cepas de virus resultantes fueron menos adecuadas para las células humanas y, por lo tanto, se dice que están atenuadas. A veces se les denomina neuroatenuadas en el sentido de que estas cepas son menos virulentas para las neuronas humanas que las cepas salvajes.
Las células utilizadas en el cultivo, las reservas de virus utilizadas y los fluidos animales se examinan en busca de material extraño como parte de la producción de la vacuna. Se cultivan en Medio 199 (una solución que contiene sal tamponada, vitaminas, aminoácidos, suero bovino fetal) con SPGA (sacarosa, fosfato, glutamato, albúmina de suero humano) y neomicina. El procesamiento de albúmina humana utiliza el método de fraccionamiento con etanol frío de Cohn. La producción de Mumpsvax como producto independiente cesó en 2009.

### Otros
- RIT 4385 es una nueva cepa derivada de la cepa Jeryl Lynn[14] por Maurice Hilleman, el padre de Jeryl Lynn.
- La cepa Leningrad-3 fue desarrollada por Smrodintsev y Klyachko en el cultivo de células de riñón de conejillo de indias y se ha utilizado desde 1950 en los antiguos países soviéticos.[15] Esta vacuna se usa habitualmente en Rusia.
- La cepa L-Zagreb utilizada en Croacia e India se derivó de la cepa Leningrad-3 mediante pasadas adicionales.[15]
- La cepa Urabe se introdujo en Japón y luego se autorizó en Bélgica, Francia e Italia. Se ha asociado con una mayor incidencia de meningitis (1/143 000 frente a 1/227 000 para JL)[16] y se ha abandonado en varios países. Fue formulada como MMR en el Reino Unido.
- La cepa de Rubini utilizada principalmente en Suiza fue atenuada por un mayor número de pasadas a través de embriones de pollo, y luego se demostró que tenía una potencia baja.[17] Fue introducida en 1985.[15]

## Controversia
La vacuna contra las paperas monovalente (Mumpsvax) permaneció disponible en los Estados Unidos cuando se introdujo la MMR en el Reino Unido, en reemplazo de la vacuna mixta MR (sarampión y rubéola). Nunca se dispuso de una preparación monovalente con licencia en el Reino Unido. Esto se convirtió en un tema de gran discusión a fines del siglo XX, ya que algunos padres preferían obtener individualmente los componentes de la mezcla MMR.  Una preparación de la vacuna contra las paperas importada en el Reino Unido y sin licencia demostró ser esencialmente ineficaz. La inmunización contra las paperas en el Reino Unido se convirtió en una rutina en 1988, comenzando con la MMR. La marca de Aventis-Pasteur "MMR-2" es de uso habitual en el Reino Unido en base al año 2006.

## Almacenamiento y estabilidad
La cadena de frío es una consideración importante en la vacunación, particularmente en los países menos desarrollados. Las vacunas contra las paperas normalmente se refrigeran, pero tienen una vida media larga de 65 días a 23 grados centígrados.